# Марягин, Леонид Георгиевич
Леони́д Гео́ргиевич Маря́гин (26 февраля 1937, Москва — 17 сентября 2003, там же) — советский и российский кинорежиссёр, сценарист и актёр. Народный артист Российской Федерации (1998).

## Биография
Родился 26 февраля 1937 года в Москве.
Отец — писатель Георгий Александрович Марягин (1906—1972), мать — Ревекка Яковлевна (1906—1985). Бабушка по отцу — Ульяна Никифоровна Марягина (1882—1965).
Был вольнослушателем на курсе М. И. Ромма, окончил режиссёрский факультет ЛГИТМиКа (1966).
В 1954—1955 — лаборант ВГИКа, в 1959—1960 работал на разных студиях, в 1960—1962 — режиссёр Новосибирского телевидения, в 1962—1964 — ассистент режиссёра киностудии имени М.Горького, с 1964 — ассистент режиссёра, 2-й режиссёр, режиссёр киностудии «Мосфильм», режиссёр дубляжа. В 1966 году окончил (заочно) режиссерское отделение Российского государственного института сценических искусств (класс А. Музиля).
Автор более 20-ти сюжетов для киножурнала «Фитиль». Преподавал во ВГИКе. Публиковался в периодических киноизданиях, автор нескольких книг.
Похоронен в колумбарии Новодевичьего кладбища.

## Фильмография

### Режиссёр
- 1965 — Арбузный рейс
- 1966 — Ожидания
- 1969 — Про Клаву Иванову
- 1970 — Моя улица
- 1973 — Двое в пути
- 1974 — Вылет задерживается
- 1976 — Моё дело
- 1978 — Вас ожидает гражданка Никанорова
- 1981 — Незваный друг
- 1982 — День рождения
- 1985 — Город невест
- 1988 — Дорогое удовольствие[2]
- 1990 — Враг народа — Бухарин
- 1993 — Троцкий
- 2001 — 101-й километр
- 2003 — Здравствуй, столица!

### Сценарист
- 1981 — Незваный друг
- 1982 — День рождения
- 1985 — Город невест
- 1990 — Враг народа — Бухарин
- 1993 — Троцкий
- 2001 — 101-й километр
- 2003 — Здравствуй, столица!

### Актёр
- 1987 — Забытая мелодия для флейты — Фёдор Демьянович, тесть Филимонова
- 1999 — Любовь зла… — Аль-Магедон
- 2002 — Главные роли — Бармин

## Награды и звания
- Заслуженный деятель искусств РСФСР (31 декабря 1986 года).
- Народный артист Российской Федерации (9 июля 1998 года).
- Призы Интервидения (МТФ в Праге, 1971 и 1974) — за телефильмы «Моя улица» и «Двое в пути».

## Книги
- Не только о кино
- Был такой случай
- Были-небыли
- Иду на Вы (2000)
- Изнанка Экрана (М., Детектив-пресс, 2003)